# Skiveds IF
Skiveds IF var en idrottsförening från Forshaga i Värmland. Föreningen grundades 1939 och hade då fotboll på programmet. 1944 bytte man idrott till ishockey. Föreningen spelade 14 säsonger i Division II mellan 1944 och 1960. Föreningen lät sin verksamhet gå upp i Forshaga IF efter säsongen 1962/63.

## Säsonger i högre serier
| Säsong                               | Division                       | Placering | Playoff/kval                        |
| ------------------------------------ | ------------------------------ | --------- | ----------------------------------- |
| 1944/1945                            | Division II Västra             | 4         |                                     |
| 1945/1946                            | Division II Västra             | 5         |                                     |
| 1946/47 spelade man i lokala serier. |                                |           |                                     |
| 1947/1948                            | Division II Västra             | 2         |                                     |
| 1948/1949                            | Division II Västra B           | 1         | Kval: Utslagna av Västerås SK       |
| 1949/1950                            | Division II Västra B           | 4         |                                     |
| 1950/1951                            | Division II Västra B           | 5         | nerflyttade                         |
| 1951/1952                            | Division III Västsvenska Norra | 1         | Kval: Besegrar IF Eyra, uppflyttade |
| 1952/1953                            | Division II Västra B           | 2         |                                     |
| 1953/1954                            | Division II Västra B           | 3         |                                     |
| 1954/1955                            | Division II Västra B           | 4         |                                     |
| 1955/1956                            | Division II Västra B           | 2         |                                     |
| 1956/1957                            | Division II Västra B           | 3         |                                     |
| 1957/1958                            | Division II Västra B           | 4         |                                     |
| 1958/1959                            | Division II Västra B           | 4         |                                     |
| 1959/1960                            | Division II Västra B           | 8         | nerflyttade                         |